# 水色時代
『水色時代』（みずいろじだい）は、やぶうち優による日本の漫画作品。また、それを原作とした日本のテレビアニメ。小学館発行の少女漫画雑誌『ちゃお』に連載された。ミュージカル化もされている。
等身大の思春期模様と主人公たちの成長を優しいタッチで描き、男女問わず人気を博した。
本項では、続編である『新水色時代』『水色時代 -12歳の季節-』、およびスピンオフ作品『水色時代を過ぎても』についても記述する。

## 概要
普通の女の子河合優子の思春期模様を仲間達との友情を絡ませて描いた作品。『ちゃおデラックス』1991年冬の増刊号に小学校編が掲載された所、評判を呼んだため、『ちゃお』にて中学校に舞台を変え、長期にわたって連載された。
1996年にテレビ東京系にてテレビアニメ化された。それに合わせて、主人公・優子が書いた小説、という設定で設定と一部の登場人物の性格を一新した『新水色時代』が『ちゃお』、小学校編の続編『水色時代 -12歳の季節-』が『小学六年生』にそれぞれ連載された。
『ちゃお』連載時の『水色時代』ならびに『新水色時代』では、漫画版『中学生日記』を目指していたため、先輩や先生等の上下関係・部活動等といった中学校生活に関わる様々なことが多く描写されている。
『水色時代 -12歳の季節-』の扉絵は毎号カラーで、扉絵の裏面にはP&Gの生理用品の広告が掲載されていた。
後年発売された「やぶうち優ファンBOOK やぶうち優の♀♂（おんなのこおとこのこ）なお話」では、やぶうち優が執筆した性教育マンガの一つとして扱われている。
河合優子が通っている中学校の制服は、男子の冬服は標準学生服で、夏服は半袖カッターシャツとスラックス。女子の冬服は、青いセーラー服とスカートで、夏服は白い半袖セーラー服の上から青い吊りスカートである。

## あらすじ
優子の真っ白な「子供時代」と青春の「青」の中間の「水色の時」の物語。
水色時代 小学校編
河合優子は12歳になったばかりの小学6年生の女の子。小学校では一番大人だけど、中学生とかと比べると、まだまだ子供。最近、優子のクラスでは、女子の間でブラジャーや生理が「まだ」か「もう」かの噂がうるさくて…。
優子が小学6年生の冬を迎えた時に起きた3つの出来事がオムニバス形式で描かれる。
水色時代 中学校編・第一部
中学生になった優子は、ひょんなことから友人になった高幡多可子と共に、吹奏楽部へ入部。部活は厳しいし先輩たちは怖いのに、多可子は今日も勝手に部活を抜けて、どこかへ行っている。実は、多可子は大好きなヒロシくんこと長沼博士の部活姿をこっそり見に行っていた。しかし、幼馴染みのヒロシくんは、実は優子のことが好きで…。
水色時代 中学校編・第二部
紆余曲折あったものの、優子とヒロシくんは両思いになった。友達やクラスメイトも、みんなそのことを知っていて、中学2年に進級し、学校でからかわれたり冷やかされたりの毎日。
そのかたわらで、優子は生理が来たり、部活が大変だったりと毎日を忙しく過ごす日々を送っていた。優子と多可子の友情に、亀裂が入ることがあるもののすぐに修復し、少しずつ深まっていった。中学3年の春に通い始めた塾で友人になった北野深雪も優子と多可子の友情の輪に加わっていく。
年が明け、高校受験で博士はサッカーの強豪校への進学を決める。優子と博士が違う道へ歩み出す、卒業式の日が迫る。
新水色時代
中学校入学後、多可子に誘われて吹奏楽部に入部した優子。優子は明るくて格好いい吹奏楽部部長のハンちゃん先輩こと狭間英紀を好きになる。多可子には「趣味が悪い」といわれる優子。だけど、その多可子は優子の幼馴染のヒロシくんが好き。そしてヒロシくんが好きなのは…。
水色時代 -12歳の季節-
優子のクラスは、最近雰囲気が悪い。男子が「生理」のことで、しょっちゅう女子をからかうから。まだ生理が来ていない優子は、不安でいっぱい。親友のトンちゃんに相談した所、「念のため」と生理用ナプキンをもらう。しかし、その現場を男子に見られ…。
小学校編では描かれなかった、優子と仲間たちが過ごす小学6年生の1年間が、ここで描かれる。

## 登場人物
声はテレビアニメの声優。演はミュージカルの俳優。ほとんどが両方に出演した。
河合優子（かわい ゆうこ）
声・演 - 鈴木真仁
主人公。
髪型はストレートの茶褐色（原作）、黒髪（アニメ）のロングヘアで後ろか横にリボンをつけている。明るく気さくで友達想いの心優しい性格。博士に対しては、少々わがまま。勉強はあまり得意ではないが、絵画が得意である。中学校編・第二部の5話で初潮を迎える。
ブラスバンド部所属。
博士が遠方の高校へ進学した後も、連絡などを入れていたが、音信不通となったため、二人の仲は一旦自然解消した。高校卒業後の同窓会で再会し、再び付き合い始める。
12月1日生まれのいて座で、O型。小6時点での身長は博士より上。中1の夏休み時点での身長は150cm。中学卒業時点での身長は154cm、体重は45kg。
モデルは作者本人である。
長沼博士（ながぬま ひろし）
声・演 - 秋山純
優子の幼馴染→彼氏。
私立中学の受験に失敗し、優子と一緒の中学へ通う。成績優秀・スポーツ万能な美少年で、女子に人気がある。優子に対してやや厳しい。サッカー部に所属し、サッカー選手になるのが夢。小学生の時はメガネをかけており、名前にあやかって学友たちから「ハカセ」とあだ名されていたが、中学に入ってからはコンタクトにした。中学校編・第二部の14話時点では、既に精通を迎えている。
高校では、静岡県にあるサッカー強豪校の寮に入るため、中学卒業後は優子と離ればなれとなる。サッカーに明け暮れる日々を過ごしたため、優子からの連絡を絶ち切り、疎遠状態となったが、高校卒業後の同窓会で優子と再会する。
8月22日生まれのしし座で、A型。中1の夏休み時点での身長は155cmで、小6の時点より7cm伸び、優子の身長を超している。中学卒業時点での身長は171cm、体重は55kg。
高幡多可子（たかはた たかこ）
声・演 - 樋口智恵子
優子の親友。
髪型は天然パーマで黄褐色（原作）、茶髪（アニメ）。気が強いうえ、思ったことをすぐ口に出す馬鹿正直な人柄であるが、実は友達想いでものすごく精神的にもろいツンデレ。小学校編の1話で初潮を迎え、中学校編・第二部の5話で「おねーさん」として、優子に生理用ナプキンの使い方を教えたり、優子が休んでいる保健室へ行き、励ましている。
優子と同じくブラスバンド部所属。愛称は「タカちゃん」。
5月31日生まれのふたご座で、血液型はB型。中学卒業時点での身長は158cm、体重は本人如く秘密。
北野深雪（きたの みゆき）
声・演 - 宮島依里
優子が学習塾で出会った友達で、学校きっての秀才。
髪型は栗毛のショートカット。人付き合いが苦手でおとなしい性格の反面、頑固。多可子とよく言い合いになるが、似た者同士で仲はいい。愛称は「北野さん」。兄弟は、おらず一人っ子。
父親が不動産屋を経営しており、それを助けるために、将来は弁護士か税理士を目指している。食品アレルギーがあり、魚介類の一部と卵が受け付けられない。新水色時代では、私立中学から転校生として登場する。
2月18日生まれのみずがめ座で、AB型。中学卒業時点での身長は155cm、体重は42kg。
橋本識人
声 - 伊勢谷哲哉、演 - 佐野瑞樹
博士の友人で、愛称は「ハシモ」。
お調子者で悪気はないが、女子に対してデリカシーに欠ける所があり、優子＆多可子によくつっかかる。
縁の濃いメガネをかけている。
9月13日生まれのおとめ座で、B型。
久我山夏実（くがやま なつみ）
声・演 - 坂本真綾
サッカー部のマネージャー。
美人で性格とも良く、優子の「不倶戴天の敵」。
仙川万理
声・演 - 松本美和
愛称は「まりりん」。優子たちの友人で、おしゃべりでミーハー。レンズが丸いメガネをかけている。
4月1日生まれのおひつじ座で、O型。
平山るみ子（ひらやま るみこ）
声・演 - 松浦有希子
ふんわりヘアがトレードマーク。万理と仲が良く、一緒にいることが多い。
6月4日生まれのふたご座で、A型。
中河原暢子（なかがわら ちょうこ）
声・演 - 湯浅香織
ショートヘアな子で、愛称は「ぶーこ」。まりりんやるみ子と一緒に居ることが多く、3人合わせて「ぶるまトリオ」。
11月1日のさそり座で、O型。
柴崎春彦（しばさき はるひこ）
声 - 鈴村健一
多可子の彼氏であり、彼女と遠距離恋愛中。
多可子の「気の強い」部分に惚れ込んだ（※実は彼の誤解）。京都の中学校に転校した。
宮内冬紀（みやうち ふゆき）
声 - 岸尾大輔、演 - 榎本雄太
ヒロシの友人で、愛称は「みやうー」。大人しく、気が優しい。
3月7日生まれのうお座で、O型。
飛田智子（とびた ともこ）
声・演 - 中村美沙
小学校時代の優子の友人。中学に入ってからは疎遠になる。三つ編みのお下げで、地味な印象だが、成績は優秀。
4月29日生まれのおうし座で、A型。愛称は「トンちゃん」。
井川（いがわ）
声 - 松野太紀
塩見中学校の英語教師であり、優子のクラス担任でもある。
厳しい性格で、時々優秀な生徒のテスト点数を見せびらかす。一人娘がいて、娘の前にいたら素直になる。
アニメ版では、本名は井川正三郎。
代田橋（だいだばし）
声 - 赤土眞弓
生徒たちから「代ばば」と恐れられている体育教師。口うるさく厳しいが、一番の生徒思いである。
中学校編第二部では、授業をさぼった優子たちをどつきまわしたことが「体罰」と見なされ、辞職に追い込まれた。
笹塚（ささづか）
声 - 加瀬康之
音楽教師で、ブラスバンド部の顧問。
部員に厳しく指導する。いつも同じシャツを着ているらしく、ルックスを特に気にしない様子。
片倉良子
声・演 - 並木のり子
中学2年で、優子と同じクラスになる。
八王子（はちおうじ）
声 - 柏倉つとむ
あゆみ先輩
声 - 仲尾あづさ
河合靖雄（かわい やすお）
声 - 田山涼成
優子の父親。
かなり厳格で、娘が博士と付き合うことも快く思っていない様子。
河合厚子（かわい あつこ）
声・演 - 保月千恵子
優子の母親。
穏やかで心優しい性格。娘の成長を暖かく見守っている。
河合敏子（かわい としこ）
声・演 - 中尾友紀
優子の姉。
中学校編では終盤直前の1コマしか出番がない。
1月11日生まれのやぎ座で、O型。
山田（やまだ）
声 - 竹本英史
北野同様、学習塾で出会う。
とにかく軽く、お調子者で、誤解を受けやすい。
狭間英紀（はざま ひでのり）
「新水色時代」にのみ登場。
ブラスバンド部の先輩で、愛称は「ハンちゃん」（後輩からは「ハンちゃん先輩」と呼ばれる）。新水色時代での優子の憧れの的。
2月11日生まれのみずがめ座で、B型。
武蔵野くん
「-12歳の季節-」にのみ登場。
サッカークラブに所属している。
永福麻菜美
「-12歳の季節-」にのみ登場。長沼に想いを寄せている。
ほとんどの登場人物の苗字は、京王電鉄の各路線に存在する駅から取られている。また、作中の街の風景も、調布駅近辺がモデルとみられる個所が見受けられる。

## 水色時代を過ぎても
『水色時代を過ぎても 「十九歳の地図」』（みずいろじだいをすぎても「19さいのちず」）は「プチコミック」2002年10月号に読み切り掲載された『水色時代』最終回の後日談。
短大に進学し、一人暮らしを始めた河合優子の物語。掲載誌に合わせて、それなりの性描写があり、作者の連載作品（ちゃお・ChuChu・学年誌）とは明らかに対象年齢が異なることもあって、長らく単行本未収録になっていたが、2009年に刊行された小学館文庫版『水色時代』第4巻に加筆修正の上で初収録された。加筆修正の過程で性描写の削除や変更を行っている。

### あらすじ
東京近郊の短大に進学した優子は、学業の傍ら、ハイティーン向けのノベル雑誌で作家として『実体験モノの恋愛小説』を執筆していた。しかし、父親が作家活動に反対し続けたため、編集者の永山和弘が保証人となり、アパートを借りての一人暮らしとなった。
引越は、友達の高幡多可子と北野深雪が手伝い、作業が終った後の雑談で、二人は優子に長沼博士との“経験”について訊ねる。まだ処女でBより進んでいないことを打ち明ける。多可子は博士を「ガキ」、深雪は「不能」呼ばわりする。
その後、優子は一人でアパートの挨拶巡りに出かけると、他人の詮索をしてきたり、居留守を使い挨拶をしないなど独特の性格をもった住民に戸惑ってしまう。晩に博士が来訪して引越を手伝えなかったことを詫びる一方、優子は一晩泊まるか尋ねると、博士は冷たくあしらい帰宅してしまい、前途多難な新生活で嫌悪感に包まれる。
あくる日、キャンパスでは、クラスメイトが、優子の小説の相思相愛な展開に期待を寄せるが、エッチ未経験の優子は、口をつぐんでしまう。帰宅後、執筆作業をするにもアイディアが浮かばずにいる中、左の隣室の壁から喘ぎ声とベッドが軋む音が漏れる。優子は「取材」として聞き入ってしまい、博士を興奮させてその気にするべく呼び寄せようと電話をすると、大学のサークル合宿で八丈島に居ると言う。優子は、再度電話して一方的に博士を侮蔑しつつ非難するが一方的に切られてしまい、孤独な状況に陥る。
その翌日、右隣の住民から“うるさい”と苦情を寄せる手紙がドアポストに入れられる。詫びに行こうとベランダを伺うと、突然無言で水を全身に掛けられてしまい、ショックで風邪気味になり寝込んでしまう。その後、新聞販売員からの押し売り的な勧誘に困惑した所で、締め切りが迫っているとして来訪した永山が止めに入り、難を逃れる。ベッドに腰掛ける優子は、“経験”のことでトラウマになり、原稿が進んでいないと告白すると、永山は「彼とは別れて欲しい」と告げ、自分は優子に気があることを打ち明ける。キスを交わすと優子は脱力し、永山に抱き寄せられてしまう。そこで博士からの携帯電話の着信音が鳴り響く。優子は永山に詫び、「大人になった気でいる、甘ったれな子供だった」と泣いてしまい、永山はそんな優子を慰めて家を出る。
優子は博士に電話すると、合宿を早退して国内線で羽田空港へ降り立ち、優子の家に向かう所であった。優子の家に着くと、博士は作家稼業で自活している優子に対して、“自分は将来がわからず優子と過ごして行く自信が無かった”と告白して、二人は縒りを戻した。
優子と博士が縒りを戻した翌朝、下の階の住人から燃えないゴミにコンドームを捨てたことを指摘された優子は、顔を赤らめてその場を去って行った。

### 掲載版と文庫版の差違
文庫版掲載にあたり、以下のネーム（絵柄・モノグラム）が加筆・修正されている。
- 表紙は掲載版（カラー）と文庫版（描き下ろし）で絵柄が異なるが、どちらも優子が自身の著者名の入った「水色時代」の本を手に触れている。

- 永山が優子にキスをした後のシーン

- - 掲載版では裸での愛撫（前戯）となっているが、文庫版ではワイシャツ・ブラウスを着用しており、ハグのような状態となっている。
  - 47ページの永山が優子の胸をペッティングするコマ（3カ所全て）が背景トーンに差し替えられている。
  - 47ページ1コマ目のモノローグ「やさしくて なれた手つき」が「厚くて 熱い唇」に変更
  - 47ページ3コマ目のモノローグ「リードしてくれる」が「リードしてくれて…」に変更
  - 48ページ1コマ目冒頭のモノローグ「『計算高い女』だと自分でも思うけど…」と、文末の「永山さんのほうが “きっと…”」の語句が削除
  - 48ページ目3コマ目のモノローグ「着メロは“博士くん…！”」語句が削除

- 永山に慰められ、帰宅するシーン

- - 52ページ目1コマ目のモノローグ「現実は 本当に大事なものがなんなのかも見極められない」が「本当は まだ誰かがそばにいないと不安でしょうがない」に変更
  - 53ページ2コマ目のモノローグ「あの告白も きっとその場限りのウソ」が「そう 永山さんの優しさはビジネス」等へ変更

- 博士と分かち合うシーン
  - 掲載版ではベッド上で裸（上半身のみ描写）の博士が、強く目を瞑りながら優子を正常位で抱く（博士がイクとき）コマが、文庫版ではベッド上で重ねながら握り合う二人の片手の絵柄に変更されている。

## 漫画
- 水色時代 小学校編 （ちゃおデラックス1991年冬の増刊号） 全3話
- 水色時代 中学校編・第一部 （ちゃお1991年6月号 - 8月号） 全3話
- 水色時代 中学校編・第二部 （ちゃお1991年12月号 - 1994年4月号） 全32話
- 水色時代 番外編
  - 乙女の季節 （ちゃお1992年初夏大増刊号）
  - ふぁんたじ〜季節 （ちゃおデラックス1993年春休み増刊号）
  - 季節が変わる頃 （ちゃおオリジナル1993年夏の増刊号）
  - 季節がきたの? （ちゃおデラックス1994年冬休み増刊号）
  - 気になる季節 （ちゃおデラックス1994年春休み増刊号）
- 新水色時代 （ちゃお1996年4月号 - ちゃお1997年4月号） 全13話
- 新水色時代 番外編
  - ひとりぼっちの季節（ちゃおデラックス1997年冬の増刊号）
- 水色時代 -12歳の季節- （小学六年生1996年4月号 - 1997年3月号） 全12話
- 水色時代を過ぎても 「十九歳の地図」 プチコミック2002年10月号読切掲載。文庫版4巻に加筆修正の上収録。詳細は上記を参照のこと。

### 単行本
- 『水色時代』 - ちゃおフラワーコミックス （1991年-1994年） 全7巻
  - 1巻に『午前零時奇談』、4巻にやぶうちのデビュー作である『ボインでごめん!』、6巻に『純情powerのトップ!』がそれぞれ収録されている。
- 『新水色時代』 - ちゃおフラワーコミックス （1996年-1997年） 全3巻
  - 『水色時代 -12歳の季節-』も収録。
- 『水色時代』 - フラワーコミックス・デラックス （2000年） 全4巻
- 『水色時代』 - 小学館文庫コミック版 （2009年） 全5巻
  - ちゃおフラワーコミックス版（1-3巻）、『―12歳の季節』・『水色時代を過ぎても（文庫本版）』（4巻）、番外編（4-5巻）をそれぞれ収録。
- 『水色時代 ベストセレクション SHI・SHUN・KI』 - ちゃおコミックス （2019年8月30日発売[小 1]、ISBN 978-4-09-870621-1）
  - 『小学生編』・『―12歳の季節』・『中学生編』より思春期を題材にしたエピソードをピックアップして収録。
- 『水色時代 ベストセレクション MI・JU・KU』 - ちゃおコミックス （2019年10月1日発売[小 2]、ISBN 978-4-09-870698-3）
  - 『小学生編』・『中学生編』より学校行事を題材にしたエピソードをピックアップして収録。
- 『水色時代 ベストセレクション MU・JYA・KI』 - ちゃおコミックス （2021年4月28日発売[小 3]、ISBN 978-4-09-871360-8）
  - 高幡多可子・北野深雪をそれぞれメインにしたエピソードをピックアップして収録。

すべて小学館より発刊。
オリジナル版であるちゃおフラワーコミックス版は『水色時代』・『新水色時代』とも絶版になっているが、コミックパークにてオンデマンド出版で1997年増刷版が受注販売されている。また、ちゃおフラワーコミックス版を元にして電子書籍化もされ、各電子書店にて販売されている。

### その他
- 水色時代 複製原画集
- やぶうち優CD-ROM画集
  - ポプコムソフトの一つとして発売。『水色時代』・『新水色時代』・『水色時代 -12歳の季節-』のイラストの他にやぶうちの連載作品の一つである『KAREN』のイラストも収録。

## アニメ
1996年4月4日から1997年2月27日まで、中学校編をテレビ東京系で放送。
全47話。当初は、9ヶ月（全39話）で終了する予定だったが、視聴率は平均6.8%、最高で10%を記録するなど比較的良かったことや反響の大きさから、追加エピソードが8話分新たに加えられ、2ヶ月延長された。なお、再放送に関しては、1998年4月15日～9月8日まで、テレビ東京にて関東ローカルで再放送されて以降は、権利の関係により、再放送が難しい状況が続いている（2023年10月時点）。
スタジオコメット制作のテレビアニメとしては、初めてテレビ東京系列で放送されたアニメ作品でもある（これまでの同スタジオ関連のテレビアニメは、ほとんどがフジテレビ系列で放送されていた）。

### スタッフ
- 原作：やぶうち優
- 監督：ときたひろこ
- シリーズ構成：武上純希
- キャラクターデザイン：山岡信一
- 総作画監督：一川孝久
- 色彩設定：酒井美晴
- 美術監督：金村勝義
- 背景：スタジオじゃっく、ART MAX
- 撮影監督：森下成一
- 撮影：スタジオトゥインクル
- 編集：岡安肇（岡安プロモーション）
- タイトル：マキ・プロ
- メインタイトルカラーリング：三沢伸
- 音楽：斉藤ネコ、山本はるきち[注 2]
- 録音演出：田中一也
- 音響監督：三ツ矢雄二[注 3]
- 効果：神保大介
- キャスティング協力：松田誠（ネルケプランニング）
- 音響製作協力：ビーライン
- 録音スタジオ：代々木アニメーション学院原宿スタジオ
- 現像：東京現像所
- 製作デスク：中島淳
- 文芸設定：大金正一
- アシスタントデザイナー：西崎亜維
- 広報：神宮綾→佐伯真美（テレビ東京）
- プロデューサー補：村瀬由美（テレビ東京）
- アソシエイトプロデューサー：茂垣弘道（スタジオコメット）
- プロデューサー：岩田圭介（テレビ東京）、杉山豊（NAS）
- アニメーション制作：スタジオコメット
- 製作：テレビ東京、NAS

### 主題歌
オープニングテーマ「水色時代」
作詞・作曲・編曲 - 尾崎亜美 / 歌 - 米屋純 / レーベル - 日本コロムビア
※映像では、曲にあわせて歌詞の部分が水色に揺れていくという独特の作法が用いられた。
エンディングテーマ
「あの頃のように」（1話〜22話）
作詞・作曲 - 田辺智沙 / 編曲 - 岩﨑元是 / 歌 - 鈴木真仁 / レーベル - 日本コロムビア
「約束はAlright!」（23話〜47話）
作詞 - 青柳美奈子 / 作曲・編曲 - 岩崎元是 / 歌 - YAG PD / レーベル - 日本コロムビア

### 放送リスト
| 話 | 放送日        | サブタイトル                         | 脚本                       | コンテ                                                        | 演出                                                                                     | 作画監督                                                       |
| -- | ------------- | ------------------------------------ | -------------------------- | ------------------------------------------------------------- | ---------------------------------------------------------------------------------------- | -------------------------------------------------------------- |
| 1  | 1996年 4月4日 | 新学期                               | 武上純希                   | 三沢伸                                                        | 三沢伸                                                                                   | 一川孝久                                                       |
| 2  | 4月11日       | 友情                                 | 武上純希                   | 石踊宏                                                        | 石踊宏                                                                                   | 大宅幸男                                                       |
| 3  | 4月18日       | 林間学校                             | 荒川稔久                   | 葛谷直行                                                      | 栗山美秀                                                                                 | 北條直明                                                       |
| 4  | 4月25日       | ソフトボール大会                     | 武上純希                   | 工藤進                                                        | 工藤進                                                                                   | 興村忠美                                                       |
| 5  | 5月2日        | すれちがい                           | 吉田玲子                   | 古畑三郎                                                      | 下司泰弘                                                                                 | 金沢比呂司                                                     |
| 6  | 5月9日        | お姉ちゃん                           | 荒川稔久                   | 石踊宏                                                        | 石踊宏                                                                                   | 大宅幸男                                                       |
| 7  | 5月16日       | クリスマス会                         | 吉田玲子                   | 芝崎素子                                                      | 芝崎素子                                                                                 | 望月謙                                                         |
| 8  | 5月23日       | バレンタインデー                     | 吉田玲子                   | 葛谷直行                                                      | 葛谷直行                                                                                 | 興村忠美                                                       |
| 9  | 5月30日       | 学年末テスト                         | 荒川稔久                   | 三沢伸                                                        | 三沢伸                                                                                   | 金沢比呂司                                                     |
| 10 | 6月6日        | クラス替え                           | 武上純希                   | 工藤進                                                        | 工藤進                                                                                   | 大宅幸男                                                       |
| 11 | 6月13日       | タカ子の恋                           | 吉田玲子                   | 葛谷直行                                                      | 下司泰弘                                                                                 | 興村忠美                                                       |
| 12 | 6月20日       | 先輩後輩                             | 荒川稔久                   | 石踊宏                                                        | 石踊宏                                                                                   | 金沢比呂司                                                     |
| 13 | 6月27日       | ジェラシー                           | 武上純希                   | 葛谷直行                                                      | 葛谷直行                                                                                 | 金沢比呂司 大宅幸男                                            |
| 14 | 7月4日        | ダイエット                           | 吉田玲子                   | 工藤進                                                        | 工藤進                                                                                   | 興村忠美                                                       |
| 15 | 7月11日       | 夏休み                               | 武上純希                   | 葛谷直行                                                      | 芝崎素子                                                                                 | 望月謙                                                         |
| 16 | 7月18日       | 嵐の季節                             | 武上純希                   | 石踊宏                                                        | 下司泰弘                                                                                 | 金沢比呂司                                                     |
| 17 | 7月25日       | ふつう                               | 荒川稔久                   | 石踊宏                                                        | 石踊宏                                                                                   | 大宅幸男                                                       |
| 18 | 8月1日        | 三角関係                             | 吉田玲子                   | 工藤進                                                        | 工藤進                                                                                   | 興村忠美                                                       |
| 19 | 8月8日        | 恋と友情                             | 武上純希                   | 葛谷直行                                                      | 下司泰弘                                                                                 | 金沢比呂司                                                     |
| 20 | 8月15日       | 初日の出                             | 吉田玲子                   | 三沢伸                                                        | 三沢伸                                                                                   | 大宅幸男                                                       |
| 21 | 8月22日       | 塾                                   | 吉田玲子                   | 桜井弘明                                                      | 桜井弘明                                                                                 | 興村忠美                                                       |
| 22 | 8月29日       | 恋人同士                             | 荒川稔久                   | 葛谷直行                                                      | 下司泰弘                                                                                 | 金沢比呂司                                                     |
| 23 | 9月5日        | 仲たがい                             | 武上純希                   | 石踊宏                                                        | 石踊宏                                                                                   | 大宅幸男                                                       |
| 24 | 9月12日       | 修学旅行                             | 吉田玲子                   | 工藤進                                                        | 工藤進                                                                                   | 興村忠美                                                       |
| 25 | 9月19日       | おいてけぼり                         | 武上純希                   | 葛谷直行                                                      | 葛谷直行                                                                                 | 金沢比呂司                                                     |
| 26 | 9月26日       | カルい山田くん                       | 吉田玲子                   | 桜井弘明                                                      | 桜井弘明                                                                                 | 大宅幸男                                                       |
| 27 | 10月3日       | コンクール                           | 荒川稔久                   | 石踊宏                                                        | 石踊宏                                                                                   | 興村忠美                                                       |
| 28 | 10月10日      | 笑わない代ばば                       | 吉田玲子                   | 桑原智                                                        | 桑原智                                                                                   | 西田正義                                                       |
| 29 | 10月17日      | ラブレター                           | 武上純希                   | 福冨博                                                        | 福冨博                                                                                   | 金沢比呂司                                                     |
| 30 | 10月24日      | 夢と現実                             | 荒川稔久                   | 工藤進                                                        | 工藤進                                                                                   | 大宅幸男                                                       |
| 31 | 10月31日      | ヒロシの夏                           | 吉田玲子                   | 葛谷直行                                                      | 下司泰弘                                                                                 | 興村忠美                                                       |
| 32 | 11月7日       | 文化祭前夜                           | 武上純希                   | 石踊宏                                                        | 石踊宏                                                                                   | 金沢比呂司                                                     |
| 33 | 11月14日      | いちばん星                           | 荒川稔久                   | 桜井弘明                                                      | 桜井弘明                                                                                 | 大宅幸男                                                       |
| 34 | 11月21日      | 進学問題                             | 武上純希                   | 葛谷直行                                                      | 葛谷直行                                                                                 | 興村忠美                                                       |
| 35 | 11月28日      | プレゼント                           | 吉田玲子                   | 工藤進                                                        | 下司泰弘                                                                                 | 金沢比呂司                                                     |
| 36 | 12月5日       | 卒業                                 | 吉田玲子                   | 福冨博                                                        | 福冨博                                                                                   | 大宅幸男                                                       |
| 37 | 12月12日      | 旅立ちの日                           | 荒川稔久                   | 石踊宏                                                        | 石踊宏                                                                                   | 興村忠美                                                       |
| 38 | 12月19日      | あの頃のように                       | 武上純希                   | 工藤進                                                        | 工藤進                                                                                   | 金沢比呂司                                                     |
| 39 | 12月26日      | 水色の季節たち（総集編）             | 武上純希 吉田玲子 荒川稔久 | 葛谷直行 工藤進 三沢伸 福冨博 石踊宏 桜井弘明 芝崎素子 桑原智 | 葛谷直行 工藤進 三沢伸 福冨博 石踊宏 桜井弘明 下司泰弘 古畑三郎 栗山美秀 芝崎素子 桑原智 | 一川孝久 金沢比呂司 大宅幸男 興村忠美 北條直明 望月謙 西田正義 |
| 40 | 1997年 1月9日 | 思い出アルバム1 恋愛未満             | 吉田玲子                   | 葛谷直行                                                      | 葛谷直行                                                                                 | 大宅幸男                                                       |
| 41 | 1月16日       | 思い出アルバム2 グローイングアップ   | 武上純希                   | 石踊宏                                                        | 石踊宏                                                                                   | 興村忠美                                                       |
| 42 | 1月23日       | 思い出アルバム3 みやうの恋           | 荒川稔久                   | 工藤進                                                        | 工藤進                                                                                   | 金沢比呂司                                                     |
| 43 | 1月30日       | 思い出アルバム4 はじめての友達       | 吉田玲子                   | 桜井弘明                                                      | 葛谷直行                                                                                 | 大宅幸男 金沢比呂司                                            |
| 44 | 2月6日        | 思い出アルバム5 お母さんの恋人       | 武上純希                   | 石踊宏                                                        | 石踊宏                                                                                   | 興村忠美                                                       |
| 45 | 2月13日       | 思い出アルバム6 ナイショの夏物語     | 吉田玲子                   | 工藤進                                                        | 工藤進                                                                                   | 大宅幸男                                                       |
| 46 | 2月20日       | 思い出アルバム7 男達の修学旅行       | 武上純希                   | 福冨博                                                        | 福冨博                                                                                   | 金沢比呂司                                                     |
| 47 | 2月27日       | 思い出アルバム8 天使からフォー・ユー | 荒川稔久                   | 石踊宏                                                        | 石踊宏                                                                                   | 金沢比呂司                                                     |

### ネット局
| 放送期間                                                                 | 放送時間                                             | 放送局             | 対象地域       | 備考            |
| ------------------------------------------------------------------------ | ---------------------------------------------------- | ------------------ | -------------- | --------------- |
| 1996年4月4日 - 1997年2月27日                                             | 木曜 18:00 - 18:30                                   | テレビ東京         | 関東広域圏     | 製作局          |
|                                                                          |                                                      | テレビ北海道       | 北海道         |                 |
|                                                                          |                                                      | テレビ愛知         | 愛知県         |                 |
|                                                                          |                                                      | テレビ大阪         | 大阪府         |                 |
|                                                                          |                                                      | テレビせとうち     | 岡山県・香川県 |                 |
|                                                                          |                                                      | TXN九州            | 福岡県         | 現・TVQ九州放送 |
| 1996年6月24日 - 1997年3月31日 1997年3月30日 1997年4月4日 - 1997年7月11日 | 月曜 16:27 - 16:55 日曜 6:00 - 6:30 金曜 5:25 - 5:55 | チューリップテレビ | 富山県         | TBS系           |
| 不明                                                                     | 月曜 19:00 - 19:30                                   | 岐阜放送           | 岐阜県         | 独立UHF局       |

### アニメ版にまつわる事柄
- ほぼ同時期に『なかよし』（講談社）で連載され、1995年にNHK衛星第2テレビジョンでアニメ化された『あずきちゃん』とは、内容が似通っているということで、比較する読者やアニメファンが存在した。
- 次回予告のナレーターは、本編に関しては鈴木真仁が務めたが、樋口智恵子や宮島依里が務めたことがあった。そのため、第39話（もともとは最終話として製作された）の予告では、鈴木が予告を読み上げていたところに、樋口が「優ちゃんの恥ずかしいポエム満載の総集編」とちゃちゃを入れたため、鈴木が「じゃあその恥ずかしい予告を2回も読んだのはどこの誰よ?」と、楽屋オチ的突っ込みを入れている。また、思い出アルバム編では、その時々のメイン格のキャラクターを務める声優が、次回予告のナレーターを務めた。
- 小学館にとっては、『ちゃお』からのアニメ化作品中では唯一、幼児や小学校低学年の需要を全く考慮しなかった作品である。そのため、『幼稚園』や『小学一年生』『小学二年生』『小学三年生』などには掲載されず、放送期間の間、『幼稚園』と『小学一年生』では『魔法使いサリー（1989年版）』が再連載された。しかしスポンサーの関係で、幼児・小学校低学年向けの商品が発売されていた。
- 小学校時代の隠して飼っていた動物は原作では犬であり、保健所へ連れて行かれた為、子犬が残されていた事で子供達が涙する結末であったが、アニメでは迷った子猫をタカ子が見つけ、「ミー」と呼んで隠して育てると言う展開に変更され、最後は老夫婦に引き取られる結末となった。[12]
- タカ子のBF・柴崎の転校先[13]は原作では神戸市であったが、アニメでは京都市へ変更されている。放送前年に発生した阪神・淡路大震災の被災者への配慮では？と言われている。

### 関連商品
- 幼児・小学校低学年からの需要も多少は見込んでいたため、玩具なども発売されている。スポンサーのひとつだったタカラから主人公の人形（玩具扱い）など、セイカノートから「ぬりえ」や「きせかえ」、パズルが発売された。玩具メーカーのスポンサーは、タカラの他にハズブロージャパンが付いていたが、日本法人独自での新規玩具開発は行っていなかったため、関連商品の展開は行われなかった。
- 放送直後は、VHS・LDなどの映像商品が一切発売されず、2002年にパイオニアLDCから発売されたDVD-BOXが、初の映像商品であった。また、小学館の雑誌に原作が掲載された作品であるにも拘らず、小学館が発売元としては関与しなかったため、「小学館ビデオ」のクレジットが入っていない[14]。

### ミュージカル
1996年12月20日から1997年1月5日まで博品館劇場、1月11日から15日まで梅田芸術劇場シアター・ドラマシティを会場に公演された。演出は三ツ矢雄二、台本は武上純希、音楽は佐橋俊彦が担当。キャストはアニメで担当した声優がほとんど続投だったが、当時ジャニーズJr.だった佐野瑞樹・榎本雄太が出演している。#登場人物を参照。

## イメージアルバム

### 漫画
- オリジナルイメージアルバム 水色時代（ポニーキャニオン・1993年5月21日）

### アニメ
- CDシングル「水色時代」（日本コロムビア・1996年5月21日）
- CDシングル「約束はAlright!」（日本コロムビア・1996年10月19日）
- 水色時代 キャラクター・ソング・コレクション Present（日本コロムビア・1996年7月20日）
- ミュージカル水色時代（日本コロムビア・1996年12月21日）
- 水色時代 メモリアル・ミュージック・コレクション（日本コロムビア・1997年8月21日）
- コロちゃんパック「水色時代」（日本コロムビア・1996年8月21日）